# José C. Paz (město)
José C. Paz (případně José Clemente Paz) je město nacházející se v provincii Buenos Aires v Argentině. Leží v severní části provincie Buenos Aires a východní části země. Je předměstím hlavního města Argentiny Buenos Aires a tvoří tak součást tzv. Metropolitní oblast Buenos Aires (Gran Buenos Aires). Při sčítání lidu v roce 2010 mělo město 265 981 obyvatel. José C. Paz bylo založeno v roce 1913 a je pojmenované na počest argentinského politika a diplomata Josého C. Paze, který o rok dříve zemřel.